# グレート・ウェスタン鉄道6959形蒸気機関車

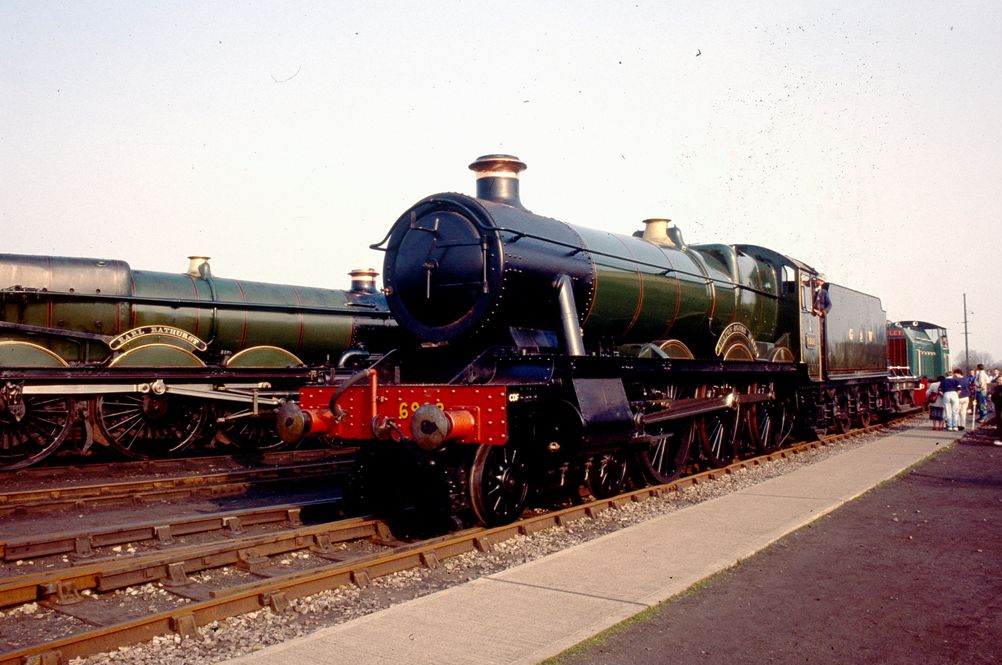
6998号機「バートン・アグネス・ホール」

グレート・ウェスタン鉄道6959形蒸気機関車（グレート・ウェスタンてつどう6959がたじょうききかんしゃ、英語: 6959 Class）はイギリスのグレート・ウェスタン鉄道（GWR）が製造した貨客両用テンダー式蒸気機関車の1形式である。各車の固有名と設計の経緯から、改ホールクラス（Modified Hall Class）とも呼ばれる。軸配置はテンホイラー（4-6-0あるいは2C）である。

## 概要
本形式は、1941年にグレート・ウェスタン鉄道最後の技師長（Chief Mechanic Engineer：CME）となった、フレデリック・ホークスワース（在任期間：1941年 - 1947年）によってホール級を改修して1944年に設計された。ホークスワースはホール級の外観を維持したまま、修正ホールの設計と構造に多くの変更を加えた。バーフレームの代わりにプレートフレームが広く使用され、シリンダーキャスティングの再設計、新しい過熱器（より大きく、より高い温度を生成）および製図レイアウトの配置が行われた。スウィンドンワークスの慣行に最も根本的な変化をもたらした。ホークスワースが設計全体でプレートフレームを使用したことは、チャーチワードが2気筒機関車を使用したこととは一線を画したものでした。シリンダーはスモークボックスサドルとは別に鋳造され、両側のフレームにボルトで固定されました。フレームの間に補強ブレースを挿入し、延長してスモークボックスサドルを形成しました。シリンダーからブラストパイプにつながる排気管は、このアセンブリに組み込まれました。
さらに、1924年に元の4900形（ホールクラス）に適合されていたチャーチワードのバーフレームボギーは、個別のスプリングを備えたプレートフレーム構造に置き換えられました。ランニングボードの上にも変更がありました。ホークスワースは、グレートウエスタンデポに到達する石炭の品質の低下には、より高度な過熱が必要であると判断しました。より大きな3列の過熱器とヘッダーレギュレーターがスウィンドンNo.1ボイラーに取り付けられました。その後、一部のエンジンのドラフトが改善され、他のエンジンにはホッパーアシュパンが取り付けられました。
ホークスワースが設計を変更した理由の1つは、当時問題であったさまざまな品質の石炭をより処理できるようにすることだった。1940年代までに、蒸気機関車の働く環境は悪化していった。第二次世界大戦は機関区に供給する石炭の質を低下させ、ホールクラスの蒸気あがりを影響させた。戦時中下において機関車のメンテナンス時間の短縮は重要だった。
ホークスワースがCMEに就任した段階で、シリーズ最初の試作機誕生から既に約40年の歳月が経過しており、これらはその間の蒸気機関の技術革新からは取り残された形となっていた。しかも、このシリーズの高性能を支えたウェールズ産の高カロリー炭は戦時体制への突入で入手が難しくなりつつあり、自社炭鉱を擁したGWRにおいても低質炭を使用して、これまでと同等の性能を確保する必要に迫られる状況となっていた。そのため、これらの各機種に搭載され、傑作と謳われたNo.1形ボイラーの良さを損なわない様に留意しつつ、その燃焼効率を改善することが急務となっていた。
こうした社会・技術双方の状況の変化に対応すべく、ホール級に改設計を施したのが本形式である。
改良点は煙室前部のブラストパイプ部分の形状変更による通風性能の強化と先台車の設計変更による強度向上、過熱管の設計変更による熱効率の改善などで、No.1形ボイラーの基本構造には手を入れずに済ませられる範囲で可能な限りの改善が図られていることが見て取れる。
この他、戦後の増備車ではホークスワースの設計による背の高い全溶接構造の新型テンダー（炭水車）が採用されている。
通常であれば別の固有名に基づく名称が与えられるべきであったが、従来のホールクラスと変わらず「~ Hall」という固有名が与えられ続けたことと、ホール級の増備車としてそのまま量産が続けられたという事情から、Modified Hall Class、つまり「変更されたホールクラス」=「改ホールクラス」と呼ばれた。
1944年から1950年の間に61両の機関車（6959-6999および7900-7929）が製造されました。6959–6970は第二次世界大戦中に製造されました。
それらは、停電規制を支援するためにキャブサイドウィンドウなしで構築され、2、3年間名前なしで実行されました。キャブサイドウィンドウは1945年から1948年に取り付けられました。それらは非常に自由な蒸気と自由な走行であることが知られており、ある程度の持続的な高速走行が可能でした。実際、7903フォアマルケホールは、パディントンからプリマスへの走行で戦後の記録を打ち立てました。失敗した城の代理として、エンジンは4時間以内にその旅を完了した。
1948年にイギリス国鉄が国有化された後、イギリス国鉄は1950年までこのグレートウエスタンクラスの建設を続けた。
一部の改造されたホールには、フラットでハイサイドのホークスワース入札が装備されていました。彼がチーフメカニカルエンジニアになると、以前の多くの機関車もこれらの入札を受けたため、ホークスワースの入札は必ずしもホークスワースの機関車を意味するわけではない。

## 製造
本形式は従来通りGWRのスウィンドン工場で6959 - 6970までの12両が第二次世界大戦中の1944年に、6971 - 6999・7900 - 7929の59両が1947年から1950年にかけて製造された。
なお、本形式はホール型の増備途上での改良型であるため、試作車は作られず、ホール級の生産ラインを転用する形でそのまま量産が開始されている。
No.6959（1944年3月）から6970（1944年9月）– 11エンジン
No.6971（1947年10月）から6980（1947年11月）–エンジン10台
No.6981（1948年2月）から6990（1948年4月）– 10エンジン
No.6991（1948年11月）から6999（1949年2月）–エンジン10台
No.7900（1949年4月）から7905（1949年4月）– 6つのエンジン
No.7906（1949年12月）から7919（1950年5月）– 14個のエンジン
No.7920（1950年9月）から7929（1950年11月）–エンジン10台

## 運用
本形式はホールクラスの増備車として量産され、一種の万能機として戦中・戦後のGWR→イギリス国鉄の輸送サービスを支え続けた。
ホールクラスと同様に、改ホールクラスも好評だった。設計に組み込まれたすべての改善は、機関士と整備部門の両方に受け入れられた。4900形と同じ牽引力を持ち、同じ任務が割り当てられた。
改ホール級は新しく改良されたため、60年代まで長続きした。No.6962「Soughton Hall」は、1963年1月に最初に廃車され、9年前に建設された工場であるSwindon Workで廃車された。No.6998「バートンアグネスホール」が1月に最後の西部地域の蒸気機関車列車を牽引するために選ばれた。
1966年に最後の改ホールクラスが廃車された。

## 諸元
- 全長 mm
- 全高  mm
- 軸配置 2C（テンホイラー）
- 動輪直径 1,828mm
- 弁装置:内側スティーブンソン式弁装置
- シリンダー（直径×行程） 469mm×760mm
- ボイラー圧力 15.82kg/cm2 （= 225lbs/in2 = 1.55MPa)）
- 火格子面積 2.52m2
- 機関車重量 75.73t
- 最大軸重 20t
- 炭水車重量 46.64t

## 保存車
本形式は現在、下記の7両が保存されている。
| 番号                                                        | 製造年     | 廃車        | 稼働年数   | 保存鉄道              | 塗装                       | 状態                         | 写真 | メモ |
| ----------------------------------------------------------- | ---------- | ----------- | ---------- | --------------------- | -------------------------- | ---------------------------- | ---- | --- |
| 6960号機「レーヴニンガム・ホール」（Raveningham Hall）      | 1954年03月 | 1964年06月  | 12年08か月 | Great Central Railway | BR Lined Black, Late Crest | 運用離脱、オーバーホール待ち |      | 西サマセット鉄道の運用。6960号は1964年7月にバリーに到着した。1975年に本拠地となったSVRで動態保存にされた。1996年にSVRを離れ、2009年から2012年にかけてディーン鉄道で次のオーバーホールが行われた。完成後、機関車は西サマセット鉄道に移され、それ以来、拠点を置いていたが、セバーンバレー鉄道と、7802 Bradley Manorと交換で貸し出しが行われ、車検は2021年に失効された。現在、鉄道模型会社Hornbyの旧工場内で静態保存されていて、カラーリングはGWRライニンググリーンで、入札側に「GW」が付いている。 |
| 6984号機「オースデン・ホール」（Owsden Hall）               | 1954年03月 | 1963年012月 | 12年08か月 | Great Central Railway | ?                          | オーバーホール中             |      | スウィンドンおよびクリクレード鉄道で修復中。1965年12月に撤退し、1964年2月に6984がバリーに到着しました。ほぼ21年後に購入したグロスターシャーウォリックシャー蒸気鉄道は6984の新しい家になりました。2013年には、エンジンがスウィンドンおよびクリクレード鉄道に移動し、そこで修復が進んでいます。Owsden Hallの入札は、6989で使用するために現在ローンで完了している。 |
| 6989号機「ワイトウィック・ホール」（Wightwick Hall）        |            |             |            |                       |                            |                              |      | |
| 6990号機「ウィザーズラック・ホール」（Witherslack Hall）    |            |             |            |                       |                            |                              |      | |
| 6998号機「バートン・アグネス・ホール」（Burton Agnes Hall） |            |             |            |                       |                            |                              |      | |
| 7903号機「フォアマーク・ホール」（Foremarke Hall）          |            |             |            |                       |                            |                              |      | |
| 7927号機「ウィリントン・ホール」（Willington Hall）         |            |             |            |                       |                            |                              |      | |